# ダヴィト・バクラゼ (1975年生)
ダヴィト・バクラゼ（グルジア語: დავით ბაქრაძე、グルジア語ラテン翻字: Davit Bakradze、1975年12月30日 – ）は、ジョージアの外交官、政治家。欧州・欧州大西洋統合担当国務大臣（2014年–2016年）、駐アメリカ大使（2016年–）を歴任。

## 生涯
バクラゼはトビリシにて誕生し、トビリシ国立大学を卒業して国際法の学位を取得。1996年に大統領府の広報部にて勤務。1997年から2002年までジョージア国家安全保障会議の職員として勤務。2002年に外務省に入省し、外交局に配属。2002年から2005年までジュネーヴにおいて国際連合諸機関その他の国際機関に駐在。またスイスに参事官として駐在した。その後、2008年までは外務省ヨーロッパ局長として本国勤務。バクラゼは2008年から2012年までスウェーデンおよびフィンランドの大使館にて上級参事官兼代理公使として勤務。2012年4月から2014年11月までギリシャおよびセルビアで特命全権大使。
2014年11月、バクラゼはジョージア首相イラクリ・ガリバシヴィリから欧州・欧州大西洋統合担当国務大臣として任命を受けた。前任のアレクシ・ペトリアシヴィリの辞任に伴う人事であった。
2016年10月、バクラゼは駐アメリカ大使に就任。